# 경기북과학고등학교
경기북과학고등학교(京畿北科學高等學校)는 대한민국 경기도 의정부시 녹양동에 있는 공립 과학고등학교이다. 경기도 유일의 과학고등학교이나 임태희 경기도교육감의 경기형 과학고등학교 사업에 따른 부천고등학교, 분당중앙고등학교의 과학고 전환과 이천시, 시흥시 과학고 설립으로 입학 경쟁률 폭락이 예견된다.

## 학교 연혁
- 1995년 10월 20일 : 학교 설립인가
- 2005년 3월 1일 : 초대 권기준 교장 취임
- 2005년 3월 4일 : 제1기 신입생 입학식 (입학생 101명)
- 2005년 4월 7일 : 개교기념식
- 2007년 2월 8일 : 제1기 조기졸업식 (조기졸업생 69명)
- 2008년 1월 7일 : 경기북과학고등학교로 교명 변경
- 2008년 2월 15일 : 제1회 졸업식 및 제2기 조기졸업식 (졸업생 29명, 조기졸업생 79명, 졸업생 누계 177명)
- 2021년 9월 1일 : 제5대 이병진 교장 취임
- 2023년 1월 6일 : 제16회 졸업식 및 제17기 조기졸업식 (졸업생 65명, 조기졸업생 27명, 졸업생 누계 1,627명)
- 2023년 3월 2일 : 제19기 신입생 입학식 (입학생 101명)

## 설치 학과
- 과학과

## 참고 자료
- 경기북과학고등학교 - 한국교육학술정보원 학교알리미